# Jason Derulo
Jason Derulo dříve Derülo, rodným jménem Jason Joel Desrouleaux (* 21. září 1989 Miramar, USA), je americký zpěvák, skladatel, tanečník, choreograf a vokální producent. Spolupracoval s umělci jako Kat DeLuna, Birdman nebo Lil Wayne.
Jde o potomka emigrantů z Haiti. Své rodné příjmení Desrouleaux změnil pro ulehčení výslovnosti. Vystupovat začal již v pěti a svou první píseň Crush On You napsal v osmi. Derülo studoval operu, divadlo a balet.

## Začátek hudební kariéry
Ke kariéře mu dopomohl hudební producent, zakladatel nahrávací společnosti Beluga Heights Records, JR.Rotem. Jako debutový song vydal "Whatcha Say", který měl úspěch. Tím začala Derulova hudební kariéra.

## Album Jason Derulo (2009-2010)
Po úspěšném singlu Whatcha Say, vydal Jason Derulo další 3 singly (In My Head, Ridin Solo, Sky Is The Limit) a v létě 2010 vydal své první album, jež neslo jeho jméno. Obsahovalo celkem 11 singlů včetně zmíněných 4 singlů.

## Album Future History (2011)
Pak v roce 2011 začal Jason pracovat na svém druhém albu Future History, které mělo také velký úspěch a obsahovalo 4 úspěšné singly (Don't Wanna Go Home, It Girl, Breathing a Fight For You = nejlepší song alba), který měl velký úspěch. Šlo o předělávku singlu Africa od americké kapely Toto z 80. let.

## Album Tattoos/Talk Dirty (2013-2014)
Pak o 2 roky později vydal Jason album Tattoos/Talk Dirty, které obsahovalo singly The Other Side a Talk Dirty.
Pak v roce 2014 vydal ještě pár dalších singlů (např. Wiggle, Stupid Love a další..)

## Album Everything Is 4 (2015)
Pak Jason vydal své už 4. album, obsahovalo úspěšné singly Want To Want Me, Cheyenne nebo Get Ugly.

## Filmografie
| Rok  | Název                    | Role           | Poznámka                                                                   |
| ---- | ------------------------ | -------------- | -------------------------------------------------------------------------- |
| 2010 | Turn the Beat Around     | Sám sebe       |                                                                            |
| 2012 | Everybody Dance Now      | Sám sebe       | dance master; 1. řada                                                      |
| 2012 | State of Georgia         | Sám sebe       | díl: „The Popular Chicks“                                                  |
| 2013 | Dancing with the Stars   | Sám sebe       | hudební host                                                               |
| 2014 | Umíte tančit?            | Sám sebe       | host v porotě                                                              |
| 2015 | Umíte tančit?            | Sám sebe       | porota                                                                     |
| 2015 | Empire                   | Sám sebe       | díl: „Et Tu, Brute?“                                                       |
| 2016 | Lethal Weapon            | Ronald Dawson  | díl: „Surf N Turf“                                                         |
| 2017 | Sounds Like Friday Night | Sám sebe       |                                                                            |
| 2017 | The Voice (Německo)      | Sám sebe       |                                                                            |
| 2017 | Drop the Mic             | Sám sebe       | díl: „Niecy Nash vs. Cedric the Entertainer / Liam Payne vs. Jason Derulo“ |
| 2019 | Cats                     | Rum Tum Tugger |                                                                            |

## Nominace a ocenění
| Rok ceremoniálu | Ocenění                      | Kategorie                           | Práce                                              | Výsledek  |
| --------------- | ---------------------------- | ----------------------------------- | -------------------------------------------------- | --------- |
| 2010            | Teen Choice Awards 2010      | Choice Breakout Male Artist         | On sám                                             | nominace  |
| 2010            | Teen Choice Awards 2010      | Choice R&B Track                    | "In My Head"                                       | vítězství |
| 2010            | Teen Choice Awards 2010      | Choice R&B Album                    | Jason Derülo                                       | vítězství |
| 2010            | MTV Video Music Awards 2010  | Best Male Video                     | "In My Head"                                       | nominace  |
| 2010            | MTV Video Music Awards 2010  | Best New Artist                     | "In My Head"                                       | nominace  |
| 2010            | MTV Europe Music Awards      | Best New Act                        | On sám                                             | nominace  |
| 2010            | MTV Europe Music Awards      | Best Push Act                       | On sám                                             | nominace  |
| 2010            | ARIA Music Awards            | Most Popular International Artist   | On sám                                             | nominace  |
| 2010            | American Music Awards 2010   | New Artist of the Year              | On sám                                             | nominace  |
| 2011            | NAACP Image Award            | Outstanding New Artist              | On sám                                             | nominace  |
| 2011            | BMI Pop Music Awards         | Songwriter of the Year              | "In My Head", "Ridin' Solo", "Whatcha Say, Replay" | vítězství |
| 2011            | BMI Pop Music Awards         | 50 Most Performed Songs of the Year | "Replay"                                           | vítězství |
| 2011            | Teen Choice Awards 2011      | Choice Male Artist                  | On sám                                             | nominace  |
| 2011            | Teen Choice Awards 2011      | C hoice R&B/Hip-Hop Track           | "Don't Wanna Go Home"                              | nominace  |
| 2011            | Teen Choice Awards 2011      | Choice Summer: Music Star Male      | On sám                                             | nominace  |
| 2011            | MOBO Awards                  | Best International Act              | On sám                                             | nominace  |
| 2012            | MTV Video Music Awards Japan | Best R&B Video                      | "It Girl"                                          | nominace  |
| 2012            | MTV Europe Music Awards      | Best World Stage Performance        | On sám                                             | nominace  |
| 2013            | MOBO Awards                  | Best International Artist           | On sám                                             | nominace  |
| 2014            | Teen Choice Awards 2014      | Zpěvák                              | On sám                                             | nominace  |
| 2014            | Teen Choice Awards 2014      | Letní hudební hvězda: Muž           | On sám                                             | vítězství |
| 2014            | Teen Choice Awards 2014      | Píseň od zpěváka                    | "Talk Dirty"                                       | nominace  |
| 2014            | Teen Choice Awards 2014      | Letní píseň                         | "Wiggle"                                           | nominace  |
| 2014            | MTV Video Music Awards 2014  | Best Pop Video                      | "Talk Dirty"                                       | nominace  |
| 2014            | MTV Video Music Awards 2014  | Best Choreography                   | "Talk Dirty"                                       | nominace  |
| 2014            | ARIA Music Awards            | Best International Artist           | Tattoos                                            | nominace  |
| 2014            | LOS40 Music Awards           | Best International Act              | On sám                                             | nominace  |
| 2014            | LOS40 Music Awards           | Best International Album            | Tattoos                                            | nominace  |
| 2014            | LOS40 Music Awards           | Best International Song             | "Talk Dirty"                                       | vítězství |
| 2014            | LOS40 Music Awards           | Best International Video            | "Wiggle"                                           | nominace  |
| 2015            | YouTube Music Awards         | 50 artists to watch                 | On sám                                             | vítězství |
| 2015            | Brasil Music Awards          | International Artist                | On sám                                             | nominace  |
| 2015            | Teen Choice Awards 2015      | Zpěvák                              | On sám                                             | nominace  |
| 2015            | Teen Choice Awards 2015      | Letní hudební hvězda: Muž           | On sám                                             | nominace  |
| 2016            | LOS40 Music Awards           | Lo + 40 Artist Award                | On sám                                             | vítězství |
| 2017            | CMT Music Awards             | CMT Performance of the Year         | "Want to Want Me" (s Lukem Bryanem)                | vítězství |